# Literatura anglojęzyczna
Literatura anglojęzyczna – beletrystyka, eseistyka i poezja pisana w języku angielskim.

## Geneza literatury spoza Wielkiej Brytanii
W czasach współczesnych język angielski stał się poniekąd nową łaciną lub współczesną lingua franca, używaną bardzo powszechnie w wielu krajach świata. Efektem kolonizacji dużej części kontynentów afrykańskiego, azjatyckiego, Ameryki Północnej oraz Australii z Oceanią, przez Anglię od wieku XVII poczynając do początków wieku XX, język ten stał się w wielu wypadkach językiem urzędowym lub wręcz narodowym szeregu państw i grup etnicznych, tych zwłaszcza, które nie posiadały własnego języka pisanego (północnoamerykańskie plemiona indiańskie, Maorysi i inne ludy polinezyjskie, plemiona i grupy etniczne wielu obszarów Afryki).  Drugim elementem rozpowszechniającym ten język była duża emigracja osadnicza ludności pochodzenia anglosaskiego (Australia, Nowa Zelandia, Ameryka Północna) na bazie której w późniejszych latach założono nowe, suwerenne państwa zrzeszone w tzw. Brytyjskiej Wspólnocie Narodów (British Commonwealth), związanych ze Starym Krajem unią personalną monarchy (poza St. Zjednoczonymi i Irlandią).
Nawet tam, gdzie istniała bardzo bogata tradycja własna i rozwinięty język narodowy (Indie i literatura hinduska) wpływ angielskiej elity rządzącej przyczynił się do "kolonizacji językowej" wielu pisarzy. Podobny, jeśli nie silniejszy, efekt miała polityczno-ekonomiczna dominacja Imperium brytyjskiego w świecie XIX i początków XX wieku, kontynuowana później przez dominację amerykańską, również anglojęzyczną.

## Zasięg geograficzny
Do zasadniczych obszarów tej literatury obecnie zalicza się: Wielką Brytanię, Irlandię, Stany Zjednoczone, Kanadę (poza literaturą Quebecu, która zaliczana jest do literatury francuskojęzycznej), Australię, Nową Zelandię oraz część współczesnej literatury indyjskiej", i południowoafrykańskiej.
Zjawiskiem ciekawym jest istnienie twórców, którzy często pisząc we własnym, narodowym języku, tworzą też i publikują w języku angielskim. Wymienić tu można poetów i eseistów polskich zamieszkałych w Kanadzie: Andrzeja Buszę, a z mniej znanych, też z Kanady, Ryszarda Tylmana, Floriana Śmieję i Bogumiła Pacak-Gamalskiego oraz pisarza polskiego w Anglii, Jerzego Pietrkiewicza. Skrajnym przykładem takiej twórczości był Józef Konrad Korzeniowski, który początki swej literackiej drogi miał w piśmiennictwie polskim, by w konsekwencji przejść całkowicie na język angielski i stać się jednym z najbardziej znanych pisarzy angielskich, jako Joseph Conrad.
Szereg specyficznych odmian języka mówionego i pisanego powoduje wyraźne różnice szeregu literatur narodowo-regionalnych w obszarze literatury anglojęzycznej. Oparta jest też ona na wielu odmiennych kulturowo i cywilizacyjnie mitologiach i tradycjach kulturalno-historycznych.  Szczególnym tego obrazem jest anglojęzyczna literatura afrykańska, a w Kanadzie literatura pisarzy pochodzenia autochtonicznego (indiańskiego). Zawiera ona wiele elementów 'opowieści mówionej', ludowo-plemiennej tradycji przekazywania wierzeń i mitów w formie słownej tzw. oral history.
Do mniej znanych literatur anglojęzycznych zaliczyć należy piśmiennictwo państw polinezyjskich (poza  Francuską Polinezją) oraz byłych kolonii brytyjskich na Karaibach.
- Głównym wyróżnieniem literackim literatury anglojęzycznej jest Nagroda Bookera i jej międzynarodowa odmiana Man Booker Prize.

| Anglia           | Irlandia       | St. Zjednoczone  | Kanada          | Indie         | Australia i Oceania | Afryka       |
| ---------------- | -------------- | ---------------- | --------------- | ------------- | ------------------- | ------------ |
| William Szekspir | James Joyce    | T.S. Eliot       | Margaret Atwood | Aravind Adiga | Patrick White       | Wole Soyinka |
| Lord Byron       | Oscar Wilde    | Edgar Allan Poe  | Alice Munro     |               |                     |              |
| Joseph Conrad    | Seamus Heaney  | William Faulkner |                 |               |                     |              |
| John Milton      | Samuel Beckett | Ernest Hemingway |                 |               |                     |              |